# Buick 8: un coche perverso
Buick 8: un coche perverso (cuyo título original en inglés es From a Buick 8) es una novela de terror del escritor Stephen King. Publicada el 24 de septiembre de 2002, la segunda en la que se refiere a un coche sobrenatural. Ambas novelas transcurren en Pensilvania. Según la sinopsis de "Buick 8", es una novela sobre la fascinación por las cosas mortales, sobre nuestra insistencia en una respuesta cuando no la hay, sobre el terror y coraje en la cara de lo incognoscible".
Stephen King dice que se inspiró para escribir este libro de un viaje en coche en 1999, que durante el viaje se detuvo en una gasolinera en el oeste de Pensilvania. Aunque iba atento, derrapó y casi cayó en un riachuelo. La idea de que él no podría ser descubierto hasta más tarde le inspiró la trama de la historia. 
En la novela, King describe un accidente automovilístico fatal y, casualmente, él mismo tuvo un grave accidente que casi lo mata a finales de 1999. Sin embargo, dijo que no cambió ningún detalle en la novela para que coincidiera con su accidente.

## Argumento

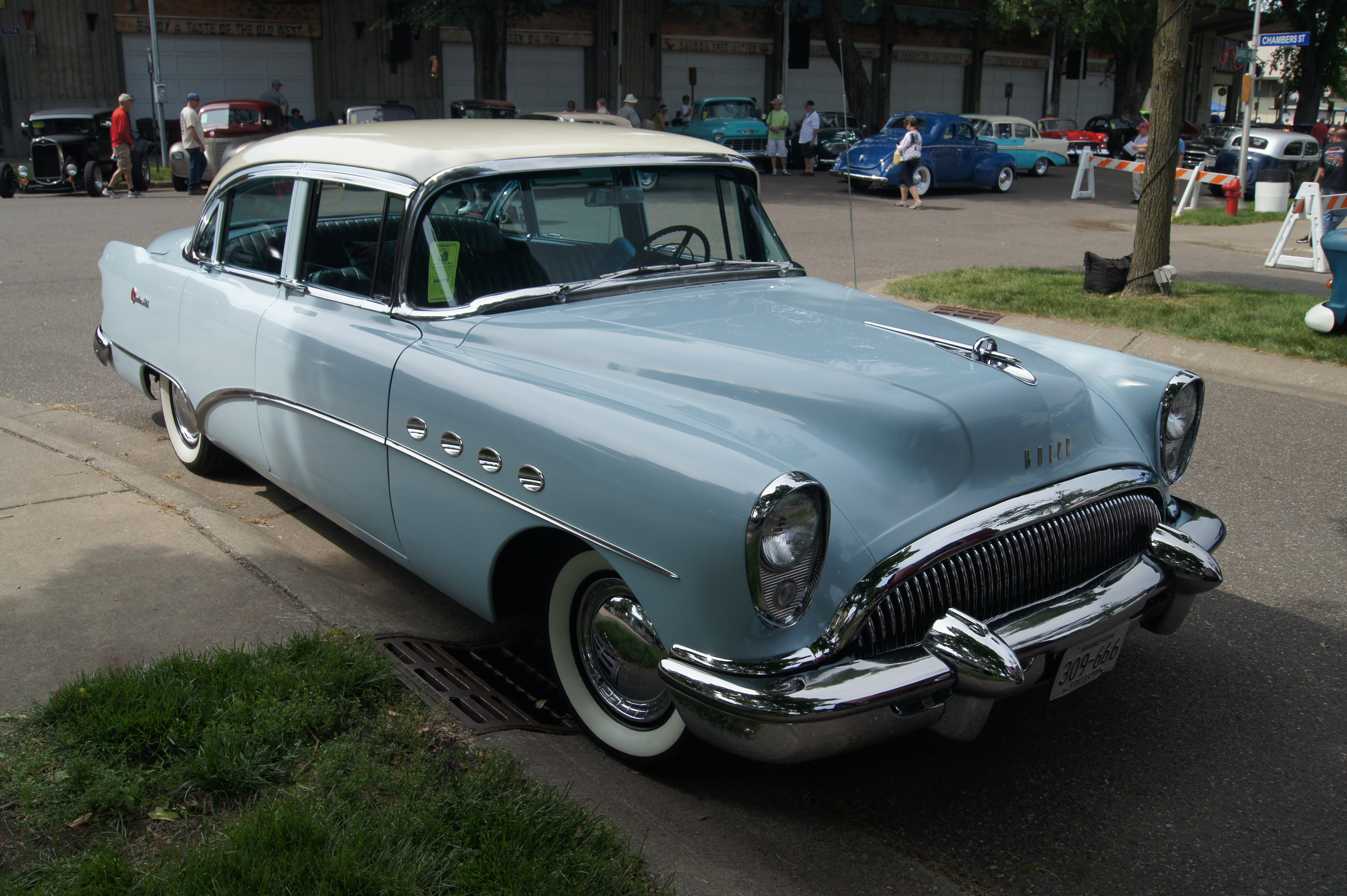
El objeto sobrenatural que la PSP cuida y oculta en el Cobertizo B posee el aspecto de un Buick Roadmaster modelo 1954.

La novela es una serie de recuerdos relatados por los miembros de Troop D, la Policía Estatal de Pensilvania (PSP; por sus siglas en inglés). Después que Curtis Wilcox, un miembro muy apreciado en el cuerpo, es asesinado brutalmente por un conductor borracho llamado Bradley Roach, en 2001 y su hijo Ned comienza a visitar a Troop D.
Los policías, en especial el Sargento Jefe Sandy Dearborn, empiezan a tomarle cierto cariño al hijo de su excompañero, al igual que Shirley Pasternak, la encargada de las comunicaciones del Troop, quien pronto le enseña su profesión. Sin embargo, tarde o temprano, como creía Sandy, Ned Wilcox se toparía con el Cobertizo B y el impecable Buick que allí descansaba, siendo inminente que el muchacho de tan solo 18 años conozca la verdad sobre el mismo. De esta forma Sandy, Shirley, Arky Arkanian, Huddie Royer, Eddie Jacubois, deciden que es hora de relatar la historia sobre el vehículo al hijo del fallecido policía.
Los Troopers le cuentan entonces que el Buick 8 apareció en 1979 y fue dejado en una gasolinera por un misterioso hombre vestido de negro con un peculiar e indefinible acento, quien encargó a Bradley Roach, empleado de la gasolinera, que llenara el tanque mientras iba al baño del local lugar al que entró, pero jamás volvió a salir. Ante la larga espera y luego de comprobar que el extraño hombre no estaba en el baño, detrás del negocio o ahogado en el arroyo, Roach llamó a la policía. Los agentes Ennis Rafferty y Curt Wilcox (novato en ese entonces) deciden incautar el Buick. Así el auto queda en manos del Troop D resguardado en el Cobertizo B. El coche, descubren, no es un coche en absoluto; parece un Buick Roadmaster, pero solo si alguien lo mira sin poner atención; su pintura es azul medianoche, un tono que no se usó para ese modelo específico, el volante no se mueve y es tan grande que casi parece un timón de barco, el tablero de instrumentos es de madera y parece ser de utilería, el motor no tiene partes móviles y los cables de encendido van a ninguna parte, los ejes no giran ya que es una pieza junto con la rueda explicando así el que cuando Bradley lo viera llegar le diera la impresión que las ruedas no giraban sino que se desplazaba levitando a milímetros del suelo. Posteriormente descubren que el coche se regenera cuando se raya o abolla y toda suciedad o residuos son repelidos por el mismo. Ese mismo día Ennis Rafferty desaparece de la comisaría y nadie vuelve a saber de él, pero algunos de sus colegas tienen la impresión de haberlo visto cerca del auto antes de desaparecer.
Del coche con frecuencia se desprenden grandes destellos de luz de color púrpura por períodos prolongados y de vez en cuando desde su maletero "da a luz" plantas y criaturas extrañas que no son nada parecido a lo que han visto en este mundo. En un primer momento son objetos minúsculos cuya presencia causa un rechazo instintivo, como si inconscientemente el cuerpo supiera que se trata de algo imposible de ser concebido en este universo, las plantas en pocos segundos se marchitan y disuelven como si el aire las matara; posteriormente animales, primero un ser desagradable a la vista que por aproximación es definible como un pez aparece en el auto, otro día libera algo equivalente a un murciélago que despierta una sensación de horror y pánico incontrolable pero que muere tras aletear un par de metros; finalmente un día las luces son más intensas que nunca y un ser cuya visión provoca histeria y terror casi hasta la locura sale del maletero y corre enloquecido y aterrado por la propiedad hasta que el perro de la estación lo mata a mordidas, desafortunadamente el perro muere en una atroz agonía cuando literalmente se derrite producto de haber tocado los tejidos y fluidos de este ser.
Tras este incidente algunos policías comprenden que de donde sea que vengan estos seres, el ambiente y la materia de este mundo les es tan nociva como para nosotros lo es el suyo. El auto, o algo que se manifiesta a través de él, se muestra como una personalidad sutil al punto de ser casi imperceptible, pero a la vez constante y tan intensa como para hacer comprender a los uniformados que está siempre ahí esperando para hacer algo o para atacar a cualquiera de ellos que sea suficientemente descuidado.
Un día arrestan a un delincuente y drogadicto de poca monta llamado Brian Lippy, detenido por conducir en estado de ebriedad y golpear a su novia. Tras esposarlo y llevarlo en la patrulla hasta el recinto, este también desaparece y aunque la teoría que todos desean creer es que salió del coche donde estaba esposado y se fugó, todos guardan dentro de sí el temor de que el auto del Cobertizo B se lo haya tragado.
Sandy explica a Ned como es que Curtis vigilaba y estudiaba el vehículo con más entrega que nadie y es así que mientras el resto se conformaba con creer que estas criaturas que llegaban ocasionalmente eran seres malignos que cruzaban para intentar lastimarlos, Curtis pensaba que el Buick era una especie de portal que conectaba ambos mundos y ocasionalmente se abría arrastrando cosas de un lugar al otro; esto razonando que solo habían cruzado animales y solo la última vez había sido algo que podría calificarse como equivalente a un humano, como si el otro lado de la puerta estuviera en un lugar deshabitado. Según Curtis existía la posibilidad de que el verdadero enemigo fuera algo ubicado entre ambos mundos y que ocasionalmente reunía la fuerza necesaria para conectarlos, llegando a especular que quizás estaba prisionero allí y el Buick era su único contacto con el exterior como un hombre sumergido que respira por un tubo que asoma fuera del agua y que de la misma manera en algún momento esta vía se volverá insuficiente y eventualmente se "ahogaría".
Después de escuchar la historia del Buick, regresar a sus casas y comprender cómo se ha mantenido en secreto por Troop D por tanto tiempo, Ned se convence de que el coche estaba relacionado de alguna manera a la muerte de su padre, un accidente de tráfico aparentemente al azar; después de todo, el empleado de la estación de gas que informó por primera vez del Buick era el mismo hombre que, años más tarde, atropellaría a su padre. Ned está decidido a destruir el Buick, pero antes de que pueda, Sandy Dearborn da cuenta de que es el Buick, de hecho, el que quiere llevarse a Ned de este mundo.
Sandy vuelve al cobertizo para encontrar a Ned sentado en el interior del coche. Había derramado gasolina sobre el Buick 8 y tenía en su poder una pistola y un fósforo; su propósito era simple, esperar que el Buick se iluminara, prenderle fuego y pasar al otro lado matando todo lo que pudiera antes que el ambiente lo matara a él, esto como venganza por la muerte de su padre. Desesperado Sandy puede sentir como la maligna consciencia que emana del Buick emite una sensación de placer y maldad que es fácilmente interpretable como un pensamiento donde expresa que ya está muy débil para usar su poder y solo podrá abrir la puerta una vez más, que se siente disconforme con haber atrapado solo animales desde que llegó, pero en esta ocasión está decidido a llevarse por lo menos a uno de ellos. Tras hablar con Ned, Sandy comprende que este no busca en realidad castigo contra lo que hay en el Buick, simplemente quiere un culpable a quien señalar y castigar por la absurda muerte de su padre y así desahogar todo el sufrimiento frustración que ha reprimido; aun así logra hacer que baje lo suficiente la guardia para rociarlo con gas lacrimógeno, pasarlo por la ventanilla y arrastrarlo fuera del cobertizo en medio de la apertura del portal.
El Buick se transforma en un portal de una forma más concreta y abrumadora que en otras ocasiones, tratando de atraer tanto a Ned como a Sandy dentro de ella, pero el resto del personal regresa a la estación dominados por la sensación de que algo malo puede suceder logrando sacar a Ned y Sandy del cobertizo. El Sargento Dearborn, antes de salir, logra vislumbrar el mundo del otro lado del Buick, viendo un páramo impensable para la mente humana, al aire libre en un mundo imposible de imaginar, un acantilado frente a un inimaginable océano, allí a unos pasos fuera del portal era posible ver en el suelo el collar que usara Lippy y sus botas de vaquero y poco más allá el sombrero de Ennis Rafferty.
El libro acaba tras saltar algunos años, después que Ned se une a la policía tras de abandonar la universidad. Y finalmente en un día del año 2006, tras la desastrosa muerte de Eddie Jacouboius, Ned descubre y le muestra a Sandy que el Buick se está agrietando, sin embargo no está curándose a sí mismo, como solía hacerlo; Ned Wilcox cree que el Buick ha comenzado a degradarse después de gastar sus últimas energías en ese intento de atraerlo al otro universo. Sandy recuerda las palabras de Curtis junto con sus teorías, comprendiendo que este tenía razón y que el día en que la cosa que vive a través del Buick muera está cerca y que será algo gradual, primero pequeñas grietas y suciedad cada vez más notoria, hasta el día que el óxido y la vejez terminen haciéndolo desmoronarse.

## Adaptación al cine
- En 2005 Chesapeake Films anunció que George A. Romero dirigiría una adaptación cinematográfica de la novela con un guion escrito por Johnathon Schaech y Richard Chizmar.[1]
- En 2007 Tobe Hooper reemplazó a Romero,[2] pero la producción se estancó en 2009 debido a problemas obteniendo financiamiento.[3]
- Una adaptación diferente se está desarrollando con William Brent Bell como director y escritor.[4]
- En diciembre de 2019, Thomas Jane anunció que junto con la productora Courtney Lauren Penn (Altitude) se unirían para formar la compañía Renegade Entertainment para realizar la adaptación de esta película.[5] En un episodio de agosto de 2020 del podcast The Kingcast, Jane dijo que Jim Mickle aceptó dirigir.[6]

## Conexión con otras novelas
Aunque Buick 8 es una historia en sí misma, la novela es ampliamente considerada como parte del mito de La Torre Oscura. Coches similares a los Buick se describen en La Torre Oscura VI: Canción de Susannah y La Torre Oscura VII: la Torre Oscura, así como en Corazones en la Atlántida en el cuento "Hampones de chaquetas amarillas". Las criaturas que emanan del coche son descritas del mismo modo que las criaturas que aparecen en el relato corto La niebla (también parte del mito de la Torre Oscura) y los monstruos descritos en los libros posteriores de la misma saga.
De la misma forma, el Buick actúa como un portal similar a la habitación 1408 del relato homónimo y como en el que se transformó el fantasma de Sarah Tidwell en la novela "Un saco de huesos" que es descrito por el fantasma de Jo Noonan como "algo que viene desde fuera".
El narrador principal de las acciones en el libro es Sandy Dearborn, cuyo apellido "Dearborn" es un alias utilizado por Roland Deschain. Siendo un hombre joven en la provincia de Hambry, fue conocido como Will Dearborn (La Torre Oscura IV: Mago y Cristal).
También en la novela aparece un personaje llamado Brian Lippy que desaparece, presuntamente absorbido por el Buick. En el último tomo de La Torre Oscura, el personaje Dandelo posee un caballo llamado Lippy.